# غواصة يو بي-4
جلالته بالألمانية:Seiner Majestät يو بي-4 غواصة ألمانية من فئة يو بي1 خدمت في البحرية الإمبراطورية الألمانية خلال الحرب العالمية الأولى. أغرقتها سفينة كيو بريطانية تخفت بصفة قارب صيد أسماك في أغسطس 1915.
تم طلبها في أكتوبر 1914 وتم وضعها في حوض بناء السفن التابع لفريدريش كروب في شهر نوفمبر. كان طول الغواصة أطول بقليل من 28 مترًا (92 قدمًا) وتقوم بازاحة ما بين 127 و142 طنًا (125 و140 طنًا)، اعتمادًا على حالتها اثناء الغوص أو الطفو. سلحت باثنين من انابيب الطوربيد ومدفع رشاش مركب على سطح الغواصة. تم تقسيم الغواصة إلى أقسام وشحنها بالسكك الحديدية إلى أنتويرب لإعادة التجميع. تم إطلاقها وتكليفها في مارس 1915.